# Grzybice skóry

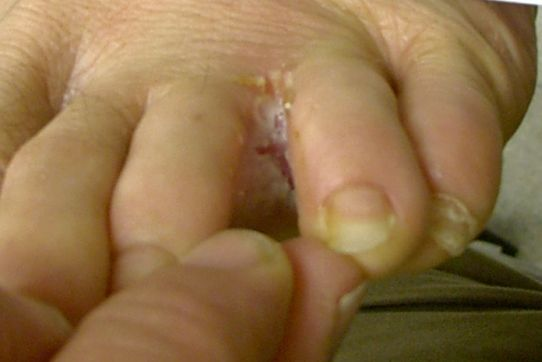
Grzybica stóp

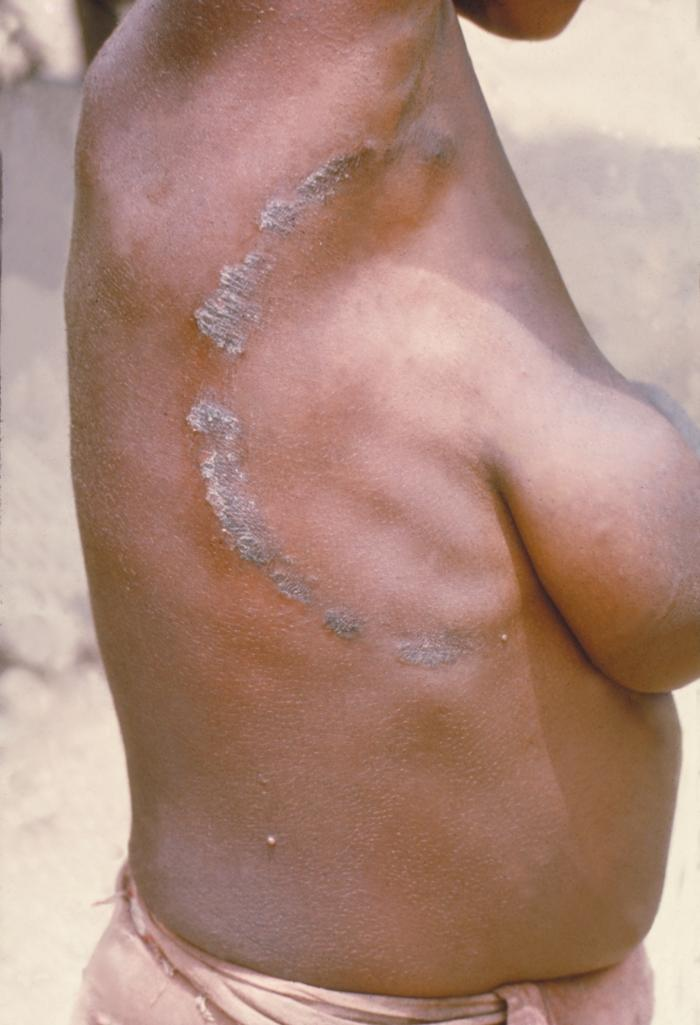
Grzybica tułowia

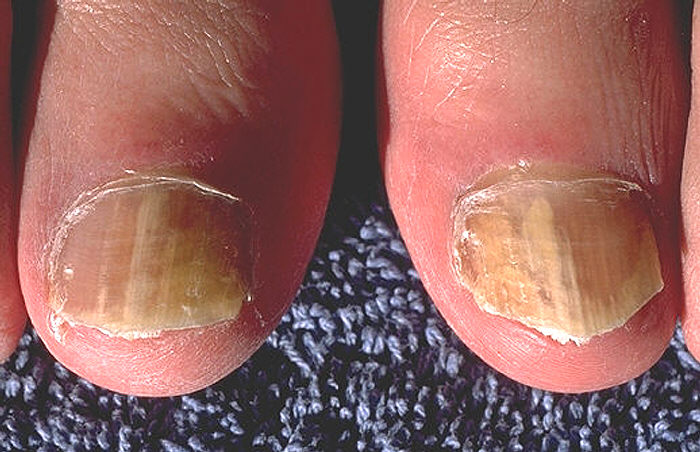
Grzybica paznokci

Grzybice skóry, dermatofitozy – grupa wysoce zaraźliwych chorób zakaźnych zwierząt, w tym również człowieka wywoływana przez mikroskopijne grzyby (około 200 gat. z 250 000 opisanych). Wśród nich wyróżnia się dermatofity – ludzkie, odzwierzęce i rzadziej glebowe – powodujące dermatofitozę, drożdże będące przyczyną drożdżycy (głównie kandydoz wywołanych przez drożdże z rodzaju Candida albicans) oraz (sporadycznie) grzyby pleśniowe (zwane potocznie pleśniami) skutkujące pleśnicami. Generalnie zakażenia grzybiczne dotyczą ok. 40% populacji świata, a ich najczęstszą lokalizacją jest skóra i jej przydatki.
Procesy chorobowe zaliczane dzisiaj do grzybic znane były od dawna. Pierwsze opisy grzybic u ludzi pojawiły się w V w. p.n.e., a termin tinea na określenie tej choroby skóry wprowadził przypuszczalnie V w. n.e. Cassius Felix. Podstawy współczesnej mikologii lekarskiej powstały w XIX w. z chwilą odkrycia przez Roberta Remaka i Łukasza Schoenleina woszczynowca – pierwszego grzyba uznanego za chorobotwórczy dla człowieka. Pod koniec XIX w. odkryto większość obecnie znanych dermatofitów. Nagromadzoną w ciągu przeszło pół wieku wiedzę mikologiczną opracował i uporządkował na przełomie XIX i XX w. Raymond Sabouraud, co stanowi podstawę obecnego stanu wiedzy o grzybicach skóry (i innych) w dermatologii.

## Źródła zakażenia
Do zakażenia się grzybicą może dojść przy kontakcie z chorym człowiekiem lub zwierzęciem, a także przez kontakt z przedmiotami, których używał chory (np. odzież, buty, ręcznik itp.). Dodatkowo wszelkie uszkodzenia skóry ułatwiają zakażenie. Poznano około 40 gatunków dermatofitów. Głównymi sprawcami grzybic u ludzi jest około 10 z nich. Są to: Aspergillus sp., Candida albicans, Epidermophyton floccosum, Microascus brevicaulis, Microsporum audouinii, Microsporum canis, Pityrosporum orbiculare, Trichophyton mentagrophytes, Trichophyton schoenleinii, Trichophyton rubrum, Trichophyton tonsurans, Trichophyton verrucosum, Trichophyton violaceum.

## Rodzaje grzybic skórnych i ich objawy

### Łupież pstry
Występuje u osób mających szczególnie potliwą skórę. Objawia się drobnymi plamami lekko różowymi, żółtobrunatnymi lub ciemnobrunatnymi, które mogą się zlewać. Pod wpływem nasłonecznienia plamy odbarwiają się. Leczenie polega na stosowaniu środków złuszczających i przeciwgrzybicznych (siarczek selenu, tiosiarczan sodu).

### Grzybice skóry gładkiej
Jedna z najpowszechniejszych odmian grzybicy. Występuje w każdym wieku. Pojawia się na skórze szyi, twarzy, dłoni (głównie na odsłoniętych częściach ciała). Objawia się okrągłą lub owalną plamą rumieniową z towarzyszącymi jej pęcherzykami, które zamieniają się w strupki. Ponadto zmianom skórnym towarzyszy świąd. W braku leczenia zmiany skórne powiększają się. Tego rodzaju choroba skóry charakteryzuje się szybkim przebiegiem i ustępowaniem bez pozostawiania blizn. Leczenie polega na stosowaniu okładów. Stosuje się także zieleń brylantową i 1–5% nalewkę jodową.

#### Grzybica stóp i dłoni
Skóra jest zaczerwieniona, pojawiają się wykwity w postaci grudek i pęcherzyków ze strupkami występującymi na bocznych powierzchniach dłoni i palców rąk, na stopach umiejscawia się na ich spodniej stronie w części przyśrodkowej brzegów podeszwowych oraz w trzeciej i czwartej szparze międzypalcowej. W tej odmianie grzybicy dochodzi do złuszczania się naskórka, któremu towarzyszy uciążliwy świąd. Do zakażenia tą odmianą grzybicy dochodzi najczęściej w publicznych łaźniach, kąpieliskach oraz przy używaniu cudzego obuwia. Istnieje też odmiana potnicowa grzybicy stóp z pęcherzykami, które mają tendencję do zlewania się w ogniska wysiękowe. Pęcherze pękają, zasychają, a następnie złuszczają się, przekształcając się w rozległe, sączące się powierzchnie ze złuszczeniem na obwodzie. Zmiany następują na sklepieniu stóp, stopniowo mogą zajmować pozostałe jej części. Leczenie jest długotrwałe (leki antyseptyczne, przeciwwysiękowe i keratolityczne – głównie kwas borowy, kwas salicylowy i kwas octowy, kwas taninowy) i wymaga częstej zmiany skarpet (bawełnianych i przewiewnych) lub rajstop. Konieczna jest także zmiana obuwia. Należy także przestrzegać podstawowych zasad higieny aby nie doprowadzić do zakażenia innych osób (odkażanie miednic, wanien, brodzików, dywaników, częste pranie ręczników).

#### Grzybica obrębna pachwin
Pojawia się w okolicach pachwinowych, fałdach międzypośladkowych oraz na górnych częściach ud. Objawia się czerwonobrunatnymi plamami o uniesionych brzegach w stosunku do reszty skóry. Ponadto występują pęcherzyki, grudki i świąd. Źródłem zakażenia może być przede wszystkim inny chory, ale też współistniejąca grzybica stóp. Natomiast czynnikami usposabiającymi jest wzmożona wilgotność, pocenie się i drażnienie mechaniczne okolic pachwin. Schorzenie częściej dotyka mężczyzn niż kobiety, sporadycznie dzieci.

### Grzybice skóry owłosionej głowy
Chorobę cechującą się wysoką zakaźnością wywołują głównie grzyby odzwierzęce. Najczęściej chorują dzieci, które zarażają się od bezdomnych zwierząt. Grzybice skóry owłosionej leczy się za pomocą doustnie przyjmowanych: ketokonazolu, i gryzeofulwiny o właściwościach przeciwgrzybicznych. Ponadto ręcznie usuwa się zmienione włosy.

#### Grzybica woszczynowa (strupień woszczynowy)
Zajmuje całą głowę (oprócz wąskiego pasa włosów). Charakterystycznym objawem są tzw. tarczki woszczynowe – szarożółte strupy wrośnięte w skórę o średnicy do 1 cm (przez tarczki przechodzą włosy). Ponadto dochodzi do zniekształceń włosów (matowość, szorstkość, włosy są kruche i łamliwe). Z ognisk chorobowych wydobywa się nieprzyjemny zapach. Choroba pozostawia po sobie rozległe blizny. Może towarzyszyć jej też łysienie.

#### Grzybica strzygąca
Pojawia się u mężczyzn (na brodzie) i u dzieci (skóra owłosiona głowy). Objawia się występowaniem drobnych, ograniczonych i złuszczających się ognisk. Włosy w ogniskach zapalnych są ułamane na nierównej wysokości, a skóra głowy jest usłana czarnymi punkcikami (pieńki włosów tkwiące w skórze). Sprawia to wrażenie włosów przystrzyżonych (stąd choroba bierze swoją nazwę).

#### Grzybica drobnozarodnikowa
Cechuje się bardzo dużą zakażalnością. Występuje głównie u dzieci i w dużych zbiorowiskach ludzkich. Objawami przypomina grzybice strzygącą (na skórze owłosionej), nigdy nie zajmuje paznokci, rzadko obejmuje skórę gładką.

### Grzybica paznokci
Najczęstsza z grzybic, dotykająca 40% populacji. Może towarzyszyć innym rodzajom grzybic. Zakażony paznokieć traci różowe zabarwienie, ulega pobruzdkowaniu i kruszy się. Naskórek wokół zmienionej chorobowo płytki rogowacieje. Zmiany zwykle zaczynają się od paznokci uciskanych przez obuwie, potem obejmują wszystkie palce dłoni i stóp. Stosuje się leczenie lekami przeciwgrzybicznymi (gryzeofulwina) lub zabieg chirurgiczny polegający na usunięciu paznokcia. Doustnie najczęściej podaje się terbinafinę (w zależności od zapotrzebowania – w okresie od 6 tygodni do 6 miesięcy) lub itrakonazol przez kilkanaście tygodni. Zaś grzybica paznokci leczona miejscowo wymaga nakładania na oczyszczoną płytkę maści, kremów i lakierów zawierających substancje zwalczające objawy.

## Zapobieganie
Podstawą jest higiena osobista, tj. dokładne wycieranie fałdów między palcami (a także pod pachami, biustem i w okolicach pachwin) po zajęciach na basenie. Zaleca się także noszenie klapek w tego typu miejscach (publiczne prysznice, sauny, hotele, kluby fitness), używanie własnego ręcznika oraz higienę ubrań. W przypadku grzybicy pachwin, pośrednie znaczenie ma także otyłość. Należy również wzmacniać odporność organizmu, wzbogacić dietę w składniki bogate w cynk, żelazo i witaminy z grupy B. Natomiast pacjentom po przebytej chorobie sugeruje się zmianę obuwia i odzieży bezpośrednio przylegającej do ciała – które były noszone podczas choroby – i zaopatrzenie się w nowe. W przypadku grzybicy stóp istotną rolę odgrywa posiadanie przewiewnego obuwia.

## Klasyfikacja ICD10
| kod ICD10     | nazwa choroby                           |
| ------------- | --------------------------------------- |
| ICD-10: B35   | Grzybice skóry [dermatofitozy]          |
| ICD-10: B35.0 | Grzybica owłosionej skóry głowy i brody |
| ICD-10: B35.1 | Grzybica paznokci                       |
| ICD-10: B35.2 | Grzybica rąk                            |
| ICD-10: B35.3 | Grzybica stóp                           |
| ICD-10: B35.4 | Grzybica ciała                          |
| ICD-10: B35.5 | Grzybica łuskowata [tinea imbricata]    |
| ICD-10: B35.6 | Grzybica goleni                         |
| ICD-10: B35.8 | Inne grzybice                           |
| ICD-10: B35.9 | Grzybica skóry, nie określona           |